# Quercus tsinglingensis
Quercus tsinglingensis là một loài thực vật có hoa trong họ Cử. Loài này được S.L.Liou ex S.Z.Qu & W.H.Zhang miêu tả khoa học đầu tiên năm 1986.